# Włosienicznik
Włosienicznik (Ranunculus subgen. Batrachium) – podrodzaj roślin zielnych z rodzaju jaskier (Ranunculus) z rodziny jaskrowatych (Ranunculaceae). Takson obejmuje ok. 20 gatunków roślin wodnych, różnolistnych. Największe ich zróżnicowanie występuje w zachodniej i północno-zachodniej Europie, zasięg ich sięga na wschód obejmując Azję, w której wschodniej części znajduje się drugi ośrodek zróżnicowania. Nieliczne gatunki rosną w środkowej i zachodniej części Ameryki i w północnej Afryce, jeden gatunek rośnie w południowej Afryce. Gatunki jednoroczne występują w zbiornikach wód stojących i w wolno płynących wodach, byliny zasiedlają szybko płynące zbiorniki. Gatunkiem typowym podrodzaju jest Batrachium hederaceum (L.) Gray.

## Morfologia
PokrójRośliny zanurzone o łodygach wiotkich, kwiaty wynurzone u roślin jednorocznych, u bylin w wartko płynących wodach kwiaty często są zanurzone. Bardzo zmienne fenotypowo.
LiścieCzęsto rośliny różnolistne. Liście zanurzone podzielone na nitkowate łatki, liście wynurzone i pływające niepodzielone lub podzielone na szerokie łatki.
KwiatyZ jednym wyjątkiem (z kwiatami żółtymi) mają białe płatki. U nasady z żółtawą plamką i otwartym miodnikiem.
OwoceNiełupki o długości 1–2 mm z charakterystycznymi, poprzecznymi zmarszczkami.

## Systematyka
Wykaz gatunków
Gatunki flory Polski:
W Krytycznej liście roślin naczyniowych Batrachium jest wyodrębniony jako oddzielny rodzaj:
- włosienicznik Baudota, jaskier Baudota (Batrachium baudotii (Godr.) Bosch, syn. Ranunculus baudotii Godr.)
- włosienicznik krążkolistny, jaskier krążkolistny (Batrachium circinatum (Sibth.) Fr., syn.Ranunculus circinatus Bith.)
- włosienicznik pędzelkowaty, jaskier pędzelkowaty (Batrachium penicillatum Dumort., syn. Ranunculus penicillatus (Dumort.) Bab.)
- włosienicznik rzeczny, jaskier rzeczny (Batrachium fluitans (Lam.) Wimm., syn. Ranunculus fluitans Lam.)
- włosienicznik skąpopręcikowy, jaskier skąpopręcikowy (Batrachium trichophyllum (Chaix) Bosch, syn. Ranunculus trichophyllus Chaix)
- włosienicznik tarczowaty, jaskier tarczowaty (Batrachium peltatum Schrank, syn. Ranunculus peltatus Fr.)
- włosienicznik wodny, jaskier wodny (Batrachium aquatile (L.) Dumort., syn. Ranunculus aquatilis L.)